# Esteban Paul Cruz Varona
Esteban Cruz (Piura, 12 de febrero de 2006) es un futbolista peruano. Juega de centrocampista y su equipo actual es el Club Universitario de Deportes de la Primera División del Perú.

## Trayectoria

### Universitario de Deportes
Jugador nacido en las divisiones menores de Universitario de Deportes. club al que llegó a los 15 años. Para el 2024 es promovido al plantel de reservas de Universitario. Debido a buenas actuaciones el 3 de agosto se oficializa la firma de su primer contrato profesional con Universitario. Para el torneo clausura 2024 tendría oportunidad de aparecer en el banco de suplentes en 4 oportunidades, dándose su debut en la fecha 7 del clausura frente a Deportivo Garcilaso de la mano del argentino Fabián Bustos.

## Clubes
| Club                      | País | Año             |
| ------------------------- | ---- | --------------- |
| Universitario de Deportes | Perú | 2024 - presente |

## Palmarés

### Torneos nacionales
| Título                    | Club          | País | Año  |
| ------------------------- | ------------- | ---- | ---- |
| Primera División del Perú | Universitario | Perú | 2024 |

### Torneos cortos
| Título          | Club          | País | Año  |
| --------------- | ------------- | ---- | ---- |
| Torneo Apertura | Universitario | Perú | 2024 |
| Torneo Clausura | Universitario | Perú | 2024 |